# Hässlichkeit
Hässlichkeit ist ein wertender Begriff für ein als abstoßend angesehenes Merkmal, welches sich bei Personen auf Aussehen und Charakter, aber auch auf Kunstwerke und Gegenstände beziehen kann. Sie wird durch das subjektive Empfinden einer Person, Kultur bzw. durch eine Zeitepoche definiert und ist das Gegenteil von Schönheit.
Hässliches wird auch als eklig, widerlich, unschön, abartig oder (veraltet, heute politisch inkorrekt) entartet bezeichnet. Hässlichkeitsempfindung wird häufig ausgelöst von der Abweichung von einer kollektiv oder individuell angestrebten Norm oder eines Ideals.

## Entstehung und Rolle in der Evolution
Die evolutionäre Verankerung des Hässlichkeitsempfindens ist eine Steuerung der Partnerwahl. Das universelle Prinzip der Zweigeschlechtlichkeit, welches eine Reduzierung des Risikos der Propagierung von genetischen Schwächen und Defekten bewirkt, ist insbesondere bei kleinen Populationen (wie sie in der Frühzeit der Menschheit typisch waren) nicht mehr hinreichend für eine nützliche Durchmischung von Genen, so dass das Risiko von Inzest-Mutationsschäden steigen kann. Da solche Schäden sowohl leicht zu äußerlichen Veränderungen (Normabweichungen) führen können, als auch üblicherweise zu einer Schwächung der genetischen Fitness (z. B. der gesundheitlichen Robustheit), eignet sich ersteres als äußerlicher Indikator für letzteres. Die Hässlichkeitswahrnehmung ist ein Instinkt, der die Aussagekraft dieses Indikators für die Partnerwahl ausnutzt. Ein weiterer äußerlicher Indikator ist das Vorhandensein von Krankheitsbildern, die daher ebenfalls fast ausnahmslos und kulturübergreifend als hässlich bis abstoßend wahrgenommen werden.
Beispiel: Asymmetrien im Körperbau oder in den Gesichtszügen sind ein möglicher Indikator für (schwere) genetische Schäden. Daraus resultiert eine instinktive Bevorzugung von Symmetrie, bzw. eine Hässlichkeitswahrnehmung von Asymmetrie, welche sich aufgrund ihrer tiefen instinktiven Verankerung übrigens auf viele Lebensbereiche (jenseits von Gesichtern oder menschlichen Körpern) kulturübergreifend auswirkt.

## Wortentstehung
Das Wort hässlich ist etymologisch abgeleitet von dem Wort Hass und bedeutete ursprünglich auch so viel wie feindselig, mit Hass erfüllt oder hassenswert. Die Wortbedeutung erweiterte sich dann in der Neuzeit. Im Deutschen Wörterbuch der Brüder Grimm heißt es: „vielfach in minder scharfer ausprägung des begriffes, ein gefühl des widerwillens erregend, unlieblich, namentlich von körperlicher gestalt eines menschen“. Grimm erwähnt auch die Bedeutungserweiterung im Sinne einer moralischen Bewertung, zum Beispiel in dem Ausdruck „eine hässliche Angewohnheit“. Und „in bezug auf geruch, gehör, geschmack, gefühl: diese blume hat einen häszlichen geruch; die speise schmeckte häszlich“, also als Synonym für ekelhaft.
In Meyers Konversationslexikon Ende des 19. Jahrhunderts heißt es über den ambivalenten Charakter der Hässlichkeit: „Obgleich seiner Form nach mißfällig, kann der häßliche Gegenstand doch in andern Hinsichten Interesse einflößen: entweder als charakteristisches Spiegelbild gegebener Wirklichkeit (in Natur oder Geschichte) oder durch stoffliche Reize […] z. B. der sichtbare Widerstreit zwischen dem […] abstoßenden Äußern und dem anziehenden, ja fesselnden Innern […]“. Zugleich wird auf die geschlechtsspezifischen Unterschiede im Hinblick auf das Äußere verwiesen: „Gelehrte, ja in gewissem Sinn Männer überhaupt, genießen ‚das Privilegium der Häßlichkeit‘; der Franzose, der das ‚Pikante‘ noch über das Schöne setzt, spricht von einer ‚belle laideur‘.“
Im Französischen gibt es den Begriff Beauté du diable („Schönheit des Teufels“) für eine Frau, die sexuell anziehend wirkt, obwohl sie nach den üblichen Maßstäben als hässlich oder entstellt anzusehen ist. In Theodor Fontanes Werk Schach von Wuthenow wird der durch Blattern entstellten Victoire von Carayon beauté du diable bescheinigt.

## Geschichte

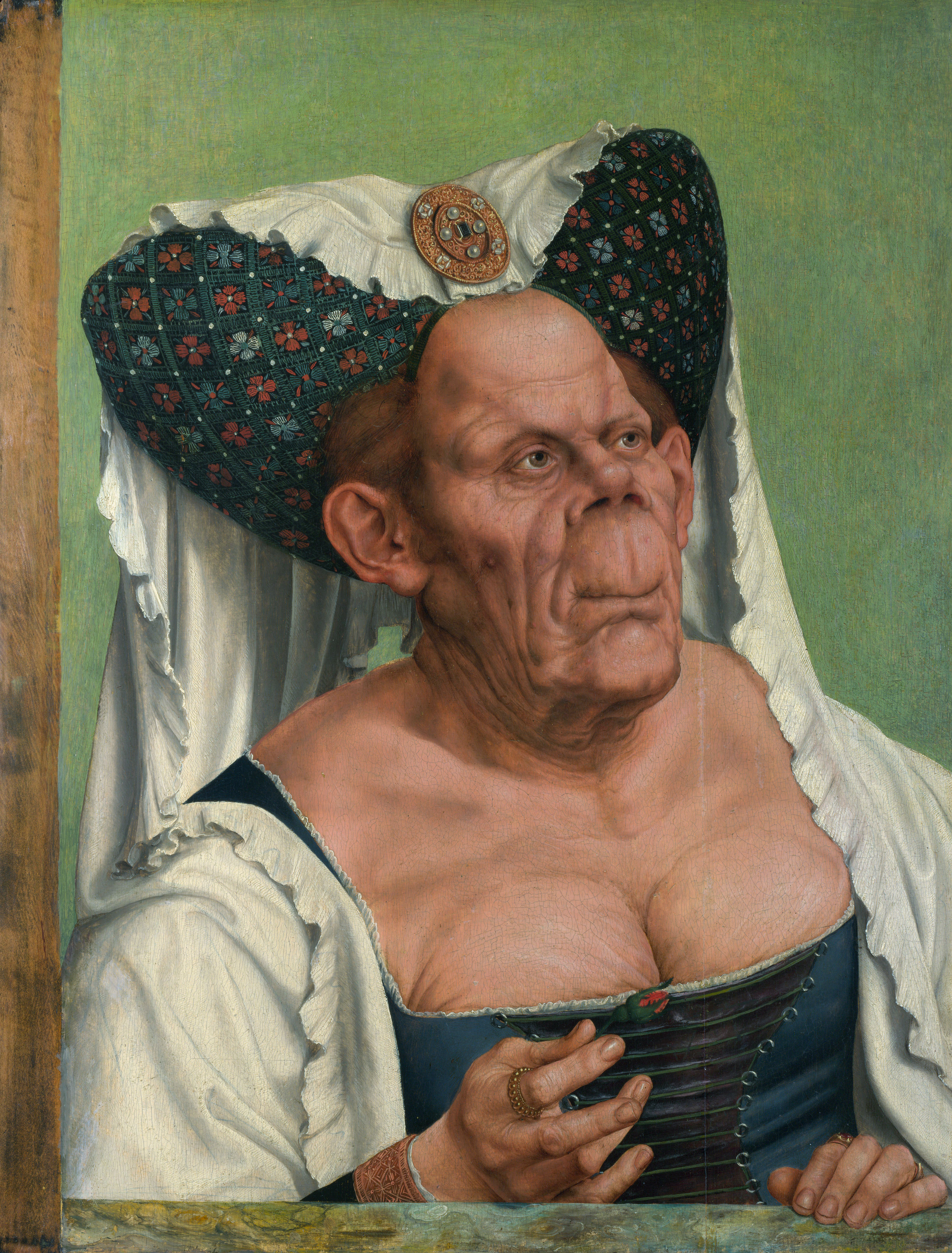
Die hässliche Herzogin (Gemälde von Massys 1525)

Bereits in der Antike war das Schönheitsideal ein makelloser Körper mit harmonischen Proportionen. Deutliche Abweichungen vom Ideal und erst recht körperliche Deformationen führten zur Einstufung als hässlich. Im Mittelalter hatte Schönheit ebenfalls einen relativ hohen Stellenwert. Entstellte und behinderte Menschen wurden abgelehnt und ausgegrenzt, sie wurden zu Außenseitern am Rande der Gesellschaft. Das traf auch für Aussätzige zu. Henrik Specht hat mittelalterliche höfische Literatur im Hinblick auf stereotype Merkmale für Hässlichkeit untersucht. Die häufigsten sind: dunkle Haut- und Haarfarbe, wirre Frisur, starke Körperbehaarung, starre Augen, ein breites Gesicht mit auffallender Nase, große schiefe Zähne und anatomische Auffälligkeiten des Körpers.
Mit der Entstehung des Nationalismus in Europa kam die Vorstellung auf, dass es schöne und hässliche Völker gibt, wobei als Schönheitsideal ethnozentristisch die europäische Physiognomie galt. So war im 18. Jahrhundert in der Oeconomischen Encyclopädie von Johann Georg Krünitz zu lesen: „Die wohlgebildetsten Menschen bewohnen durchgehends auch die schönsten Gegenden der Erde […]. So formenreich, durch Kunst und Cultur so vielfach verändert, Europa ist, so stellt es doch vollkommene Schönheiten dar; nur läßt sich dieses wegen der so häufigen Vermischungen nicht allgemein behaupten; dem ungeachtet gehören die Europäer unter die wohlgebildetsten Nationen der Erde. Sie haben ein längliches Hinterhaupt, eine angenehme Wölbung des Hirnschedels und der Stirn, ein erhabenes Gesicht mit weit geöffneten Augen von gehöriger Größe und mancherley Farben, eine hervorstehende Nase, dünne Lippen, die weder aufgeworfen noch zurückgezogen sind. […] Ihre Statur geht meistens etwas über das Mittlere. Die Bildung ihres Leibes hat eine gefällige Proportion“. Dennoch wurde Schönheit auch anderen Völkern zugestanden, die diese Idealvorstellungen erfüllten. Laut Krünitz traf das unter anderem auf die Bewohner Kaschmirs und Tahitis zu. „Ungeachtet ihrer Schwärze, haben selbst mehrere Stämme unter den Negern sehr viel Uebereinkommendes mit schöner europäischer Bildung [= Körperbildung].“
Krünitz bezeichnet auch die Ethnien und Merkmale, die aus dieser Sicht als eher hässlich galten: „Im Gegentheil giebt es auch Völkerschaften, die […] [man]  wenigstens nach europäischem Geschmacke, […] für weit weniger schön, und nicht selten für häßlich, zu halten geneigt ist. Dahin gehören die meisten mongolischen Bildungen, die sich bey ihrer angearteten tatarischen Gestalt, durch eine mittlere Statur, durch große platschige Gesichter, wenige und dünne Bart=Haare, durch gegen die Nase schief ablaufende, flach ausgefüllte Augen=Winkel, durch schmahle, schwarze, wenig bogige Augenbrauen, durch eine kleine flache gegen die Stirn zu breite Nase, durch abstehende große Ohren, krumme Schenkel und Beine, durch ein weites und starkes Gebiß, und durch Haare, die so dick wie Pferde=Haare sind, auszeichnen, welches nebst der ganzen Gesichts=Bildung ein Raub=Thier unter den Menschen zu charakterisiren scheint. In diesem Bilde findet man fast alle diejenigen Völkerschaften […] welche das nördliche Asien bewohnen.“
Die Naturwissenschaftler des 18. Jahrhunderts erklärten das unterschiedliche Aussehen verschiedener Ethnien vor allem mit den Erfordernissen des Klimas und ihrer Lebensweise. Als abstoßend erschienen Europäern auch die bei Naturvölkern teilweise noch heute üblichen Körperbemalungen und andere Formen der Körpergestaltung.